# Danmarks økonomi
Danmarks økonomi er præget af, at Danmark er et relativt rigt vestligt land med en stor offentlig sektor.
Det moderne Danmarks velstand skabes hovedsageligt i servicesektoren, der står for over tre fjerdedele af både beskæftigelsen og den samlede årlige værditilvækst i samfundet. Industrisektoren, der præges af en række små og mellemstore, ofte højautomatiserede virksomheder, står for ca. 18 % af værditilvæksten, mens landbrugssektoren, som engang var Danmarks hovederhverv, i dag blot frembringer omkring 1 % af Danmarks bruttoværditilvækst.
Landets levestandard er høj i en international sammenhæng. I 2023 var Danmark ifølge Verdensbanken det 11. rigeste af i alt 196 lande, målt på købekraftskorrigeret bruttonationalindkomst (BNI) pr. indbygger. Uden købekraftskorrektion var landet nr. 10. Danmark havde i 2022 en femteplads i FN's Human Development Index.
Landet har som en lille åben økonomi såvel en betydelig eksport som en betydelig import; begge har en værdi på over halvdelen af BNP. Den danske økonomi er derfor meget afhængig af den løbende internationale økonomiske udvikling, og de danske konjunkturudsving følger i vidt omfang bevægelserne i udlandet. Konjunkturop- og nedgange præger i vidt omfang offentlighedens opfattelse af økonomiens tilstand, men er pr. definition set i et længere tidsperspektiv mere kortvarige fænomener, mens de underliggende strukturelle forhold har mere permanent betydning for befolkningens levevilkår.
Mens faste (dvs. officielt fastlagte) valutakurser indtil ca. 1970 var det helt dominerende valutakursregime i verden, er Danmark i dag unikt ved som det eneste OECD-land fortsat at føre fastkurspolitik, mens dets samhandelspartnere typisk enten følger en inflationsmålsætning eller har erstattet deres nationale valuta med euroen.
I sammenligning med mange andre vestlige lande er Danmarks økonomi ikke mindst karakteriseret ved:
- høj velstand, også købekraftskorrigeret
- en ret høj andel af befolkningen i beskæftigelse, ikke mindst på grund af en høj kvindelig erhvervsfrekvens
- relativt lav ledighed
- stor udlandsformue
- stort overskud på betalingsbalancen
- ingen offentlig nettogæld, men i stedet en offentlig nettoformue
- sunde fremtidige finanspolitiske udsigter (overholdbare finanser)
- lav, men stigende indkomstulighed. I 2023 befandt Danmark sig i midtergruppen af EU-lande, hvad indkomstulighed angår

## Historie
Overordnet set har Danmarks økonomiske udvikling fulgt de samme store træk som andre nordvesteuropæiske landes: I det meste af historisk tid har Danmark været et landbrugsland, hvor det meste af befolkningen levede på subsistensniveau. Fra 1800-tallet har landet gennemgået en voldsom teknologisk og institutionel udvikling, hvor den materielle levestandard er steget med tidligere usete vækstrater, og landet er blevet først industrialiseret og siden omdannet til et moderne servicesamfund.
Det meste af Danmarks areal er tjenligt som landbrugsareal. Danmark har i modsætning til de fleste af sine naboer ikke haft forekomster af mineraler og fossile brændsler, der var anvendelige til udvinding, udover olie- og gasforekomsterne i Nordsøen, som først i 1980'erne begyndte at spille en rolle i den danske økonomi. Til gengæld har landet haft en vigtig logistisk resurse i kraft af sin lange kystlinje og det forhold, at man intetsteds er mere end 50 km fra havet - et forhold af stor betydning i hele perioden inden den industrielle revolution, hvor vandtransport var mere økonomisk end landtransport. Udenrigshandel har dermed altid spillet en vigtig rolle for den økonomiske udvikling.

### Forhistorisk tid og middelalder
Allerede i stenalderen har man spor af handel med omverdenen, og selvom handelen værdimæssigt kun har udgjort en meget beskeden andel af den samlede danske værditilvækst indtil 1800-tallet, har den været afgørende for den økonomiske udvikling. Både i form af at skaffe nødvendige importvarer (eksempelvis metaller), og fordi ny viden og teknologisk indsigt ofte er kommet til Danmark som et biprodukt af vareudvekslingen med andre lande.
Handelen og dermed en begyndende specialisering skabte behov for betalingsmidler, og fra Svend Tveskægs tid ca. 995 kendes den første danske mønt med kongens og landets navn. Hans søn Knud den Store skabte et mere organiseret dansk møntvæsen i Lund omkring 1020. Møntenheden var mark, som var lig 240 penninge.
En befolkningsmæssig og økonomisk katastrofe i middelalderen var den sorte død i 1300-tallet, som medførte en voldsom befolkningsnedgang og havde langtrækkende sociale og økonomiske efterdønninger i hele Europa. I Danmark førte den således til, at de feudale institutioner i landbruget som vornedskabet blev forstærket i de efterfølgende århundreder.

### Nyere tid
Den økonomiske historiker Angus Maddison anslår, at Danmark ca. 1600 var det sjettemest velstående land i verden. Medvirkende faktorer hertil har været, at befolkningens størrelse i forhold til det dyrkbare landbrugsareal var lille, sådan at bønderne var relativt velstående i forhold til andre lande, og at Danmark lå geografisk tæt ved de mest dynamiske og økonomisk førende europæiske områder siden 1500-tallet: Nederlandene, det nordlige Tyskland og Storbritannien. Forholdet ændrede dog ikke ved, at 80-85 % af befolkningen levede på subsistensniveau i små landsbysamfund.
I 1600- og 1700-tallet blev den økonomiske politik i Danmark som i nabolandene præget af merkantilismen, der bl.a. foreskrev en målrettet erhvervspolitik, importforbud eller høje toldsatser, anskaffelse af egne kolonier, oprettelse af monopoler indenfor en række erhverv og udvikling af den fysiske og finansielle infrastruktur. Det førte bl.a. til etablering af danske kolonier som Trankebar og handelsmonopoler som Ostindisk Kompagni og senere Asiatisk Kompagni.
Igennem 1700-tallet steg befolkningsvæksten, og samfundsøkonomien udvikledes på flere vigtige måder. Det finansielle system blev udviklet med oprettelsen af den første danske bank Kurantbanken i 1736 og den første kreditforening i 1797, og i slutningen af 1700-tallet fandt de store landboreformer sted, der medførte store strukturelle ændringer og en højere produktivitet i landbruget. Politisk blev merkantilismen gradvist afløst af tanker inspireret af liberalismen. Forskellige monopoler blev afskaffet og brugen af importforbud og told begrænset.

### 1800-tallet
Efter statsbankerotten 1813 blev rigsbankdaleren indført som ny møntenhed, og Danmarks Nationalbank blev oprettet 1818. I 1875 fulgte en ny møntreform, hvor kroner og øre afløste daler og skilling. Hermed fulgtes for første gang decimalsystemet i møntvæsenet, og samtidig skiftede Danmark fra den hidtil gældende sølvfod til den internationalt mere udbredte guldfod.
Fra 1820 har man egentlige danske nationalregnskabstal (som for de tidligste perioder dog er meget usikre) som følge af den økonomiske historiker Svend Aage Hansens pionerarbejde. De viser, at der har været tale om en væsentlig og vedvarende, omend svingende, økonomisk vækst i hele perioden siden 1820. I 1822-94 var der således i gennemsnit en årlig vækst i bruttofaktorindkomsten på 2 %. Tager man højde for befolkningsvæksten, var den årlige vækstrate pr. indbygger i samme periode på 0,9 %. Kornsalgsperioden 1830-70 var en lang højkonjunktur for det danske landbrug, hvor man eksporterede korn til ikke mindst Storbritannien, især efter at dette land i 1846 afskaffede sin høje importtold på korn. Da korneksporten i 1860'erne blev truet af konkurrence fra Nordamerika og Østeuropa, gennemførtes i landbruget en imponerende og unik omstilling fra vegetabilsk til animalsk produktion, der førte til en ny højvækstperiode. Omstillingen blev ledsaget af fremvæksten af andelsbevægelsen og hjulpet på vej af landbefolkningens relativt gode uddannelsesniveau. Læse- og skrivefærdighederne gjorde det muligt hurtigt at tilegne sig nye ideer og ny teknologi. Samtidig tog industrialiseringen sin første egentlige begyndelse i Danmark fra 1870'erne. Omkring 1900 ernærede håndværk og industri knap 30 % af befolkningen.

### 1900-tallet
I 1900-tallet fortsatte industrialiseringen, og landbruget mistede relativt betydning, men først sidst i 1950'erne oversteg antallet af beskæftigede i industrien det tilsvarende tal for landbruget. Århundredets første halvdel blev i øvrigt præget af de to verdenskrige, som Danmarks økonomi trods afsavn dog slap ret nådigt igennem, og den store depression i 1930'erne. Efterkrigstiden blev præget af Danmarks deltagelse i det stadig tættere internationale samarbejde i bl.a. OEEC/OECD, IMF, GATT/WTO, EFTA og fra 1972 EF/EU. Udenrigshandelen steg kraftigt, også i forhold til BNP. Samtidig blev den offentlige sektors rolle i økonomien langt større, og landet blev i stigende grad forvandlet fra et industri- til et servicesamfund. I perioden 1958-73 var der en gevaldig højvækstperiode. 1960'erne var således det tiår, der har registreret langt den højeste pr.capita-vækst i bruttofaktorindkomsten pr. indbygger nogensinde, nemlig 4½ % årligt.
De gode tider stoppede umiddelbart med oliekrisen i 1973, der medførte stagflation - på én gang stigende arbejdsløshed og inflation. Økonomien var i en tilstand af krisestemning de næste årtier, hvor man kæmpede med dansk økonomis såkaldte balanceproblemer - ledighed, betalingsbalanceunderskud, inflation og statsgæld. Fra 1980'erne er den økonomiske politik i højere grad blevet orienteret mod et langsigtet perspektiv, og med en række strukturreformer er disse problemer efterhånden blevet løst. Således startede i 1994 den såkaldte aktive arbejdsmarkedspolitik, der med en række successive arbejdsmarkedsreformer bidrog til at sænke den strukturelle ledighed væsentligt. Både en række skattereformer fra 1987 og frem, der begrænsede rentefradraget og dermed subsidieringen af låntagning kraftigt, og udbredelsen af tvungne arbejdsmarkedspensioner fra starten af 1990'erne var med til at forøge opsparingen i Danmark kraftigt og dermed forvandle underskuddet på betalingsbalancen til et overskud. Indførelsen af en mere konsekvent fastkurspolitik fra 1982 og afskaffelsen af dyrtidsreguleringen var - sammen med en faldende inflation i omverdenen - afgørende for et stort fald i den danske inflation.
Et yderligere og meget vigtigt eksempel på, at der efterhånden blev lagt større vægt på det lange sigt i den økonomiske politik var, at regeringen i 1997 for første gang udarbejdede og fremlagde en mellemfristet plan (kaldt 2005-planen), der udstak rammerne og ambitionerne for finanspolitikken en årrække frem i tiden. Det er siden blevet en fast tradition i dansk finanspolitik, at man styrer inden for rammerne af en sådan mellemfristet plan, der sikrer, at de danske offentlige finanser er sunde også på længere sigt.

### 2000-tallet
I det nye årtusinde er der løbende dukket nye problemstillinger op, der har domineret den økonomisk-politiske debat. I årtusindets første årti kom velfærdsstatens fremtidige finansieringsproblemer i lyset af befolkningsudviklingen med flere ældre og dermed spørgsmålet om Danmarks finanspolitiske holdbarhed i søgelyset. Som følge af især velfærdsaftalen fra 2006 og tilbagetrækningsreformen i 2011 vurderes holdbarhedsproblemet i almindelighed at være blevet løst fra omkring 2012. Med en fortsat stigende positiv udvikling i de langsigtede offentlige finanser virker Danmarks finanspolitik endda i dag overholdbar. I stedet er problemstillinger som faldende produktivitetsvækst og stigende ulighed i indkomstfordeling og forbrugsmuligheder rykket i forgrunden i den politiske debat. Samtidig har den internationale finanskrise 2007-2009 og dens efterdønninger i Danmark præget konjunktursituationen. I 2010'erne opnåede økonomien atter fremgang, så fokus i 2017/18 i stedet flyttede over på, om landet var på vej ind i en overophedning med mangel på arbejdskraft. Som følge af international uro, bl.a. på grund af Brexit og en mere protektionistisk amerikansk handelspolitik, blev stemningen i 2019 igen præget af usikkerhed. Både i 2018 og 2019 opnåede Danmark en relativt pæn vækst i BNP på henholdsvis 1,9 og 1,7 pct. I slutningen af februar 2020 blev Danmark imidlertid ramt af den globale coronaviruspandemi, som medførte en delvis nedlukning af samfund og produktion. Både i Danmark og i udlandet medførte pandemien en kraftig økonomisk recession. Således faldt det danske bruttonationalprodukt 1,8 pct. i 2020 mod en ellers forventet stigning på 1½ pct., inden pandemien satte ind. Samtidig medførte recessionen stigende arbejdsløshed og et underskud på den offentlige saldo. Danmark klarede sig dog relativt godt gennem pandemien i forhold til mange andre lande. EU som helhed oplevede således et langt større fald i BNP på over 6 procent i 2020. I 2021 førte det stigende antal vaccinationer efterhånden til, at økonomien blev normaliseret. BNP-væksten var med 7,4 pct. i 2021 den højeste overhovedet siden 1966, hvor Nationalregnskabet påbegyndte sin optælling. I efteråret 2021 kom der imidlertid en ret høj stigning i inflationen som følge af internationale forsyningsproblemer i kølvandet på pandemien. I 2022 blev prisstigningerne, ikke mindst på energi, forstærket efter Ruslands invasion af Ukraine. I 2023 faldt inflationen dog igen både i Danmark og i udlandet.

## Erhvervsstruktur
Servicesektoren (eller de tertiære erhverv) er helt dominerende i det danske erhvervsliv på samme måde som i de fleste andre vestlige lande. I 1966 var lige over halvdelen af alle beskæftigede ansat i servicesektoren. I 2022 var dette tal steget til 78 %. Knap halvdelen heraf eller ca. 31 % af samtlige beskæftigede var ansat i den offentlige sektor, mens de øvrige arbejdede indenfor handel, transport, den finansielle sektor, boligbenyttelse, forretningsservice o.l. Målt på værditilvækst udgjorde de tertiære erhverv i 2023 knap 73 % af Danmarks BVT.
De sekundære erhverv omfatter i Danmark dels bygge- og anlægsvirksomhed, dels forsyningsvirksomhed (forsyning med elektricitet, varme, gas, vand osv.) og dels industrien (inklusive håndværk, der ikke optræder som et selvstændigt erhverv i nationalregnskabet). I 2023 stod de sekundære erhverv tilsammen for 25,4 % af Danmarks bruttoværditilvækst - heraf udgjorde industriens andel 18 procentpoint. Det vigtigste undererhverv indenfor industrien er den kemiske industri inklusive medicinalvirksomhederne, der i international sammenhæng er ganske betydelige. Andre vigtige industribrancher er jern- og metalindustrien og fødevareindustrien. 
De primære erhverv i Danmark udgøres af landbrug, skovbrug, fiskeri og råstofindvinding, primært fra Nordsøen, men også grus og ler mv. I 2023 skabte de primære erhverv tilsammen 2,0 % af Danmarks bruttoværditilvækst. Lidt over halvdelen heraf kom fra råstofindvinding, primært indvindingen af olie og gas i Nordsøen, mens landbrug, skovbrug og fiskeri frembragte resten. Der var dog flere ansatte i landbruget end i det meget kapitalintensive råstofindvindings-erhverv, hvor beskæftigelsen udgør omkring en promille af den samlede beskæftigelse.

## Udenrigshandel
Danmark er en lille åben økonomi, der er meget afhængig af sin udenrigshandel. I 2023 udgjorde værdien af landets samlede eksport af varer og tjenesteydelser 1906 mia. kr. eller 68 % af BNP, mens værdien af den samlede import var 1678 mia. kr. eller knap 60 % af BNP. Varehandel udgjorde ca. 55 % af importen og knap 60 % af eksporten, og handel med tjenester den resterende andel.
Maskiner, føde- og drikkevarer samt kemikalier og andre kemiske produkter som fx medicin er blandt de største grupper af eksportvarer. De fem lande, som Danmark eksporterede mest til i 2023, var Tyskland, Sverige, USA, Nederlandene og Storbritannien. De fem lande, som Danmark importerede mest fra i 2023, var Tyskland, Sverige, Nederlandene, Kina og Frankrig.
Danmark har fra og med 1990 haft overskud på betalingsbalancen hvert år, dog med undtagelse af 1998, og har i dette tidsløb opbygget en væsentlig udlandsformue. Ved udgangen af 2023 var den på 1.641 mia. kr., hvilket svarer til 59 % af BNP. Overskuddet på betalingsbalancens løbende poster var i 2023 276 mia. kr.

## Pengepolitik og valutakurs
Danmark har en meget lang tradition for at føre fastkurspolitik, der rækker helt tilbage fra tiden, hvor kronen var guldindløselig. Efter sammenbruddet af det internationale Bretton Woods-system i 1971 foretog Danmark i 1970'erne og starten af 1980'erne gentagne devalueringer. De gav kortsigtede konkurrenceevneforbedringer, der stimulerede beskæftigelsen og forbedrede betalingsbalancen, men gevinsterne forsvandt på længere sigt og efterlod blot en tilsvarende høj inflation. I 1982 indførte Danmark derfor i stedet en mere konsekvent fastkurspolitik - i første omgang i forhold til den daværende "kurv" af EU-landenes valutaer, ECU'en, siden 1987 i forhold til den tyske D-mark, og fra 1999 i forhold til euroen. Danmark har foreløbig valgt ikke at tilslutte sig ØMU'ens tredje fase, og denne holdning blev bekræftet ved en folkeafstemning om spørgsmålet i 2000, men der er bred opbakning til at fortsætte fastkurspolitikken over for euroen. Den danske fastkurspolitik har opnået stor troværdighed i takt med, at Danmark har vist sig i stand til at fastholde den modsat mange andre europæiske lande. Det har bidraget til, at inflationen og i takt hermed de nominelle renter er faldet betydeligt siden højinflationsperioden i 1970'erne og 1980'erne. Fra 1990-2017 var den årlige danske inflation i gennemsnit 1,8 %. I lighed med den øvrige vestlige verden var inflationsniveauet i årene efter finanskrisen så lavt, at flere frygtede en egentlig deflation. I 2018 og 2019 var inflationen i begge år 0,8 %, og i 2020 var den 0,4 %. I 2021 steg inflationen imidlertid målt over året til 1,9 %, og i 2022 nåede den op på 7,7 %, det højeste niveau siden 1982. I 2023 faldt inflationen dog igen til 3,3 %. Det skyldtes ikke mindst, at centralbankerne i de toneangivende lande efterhånden satte renten kraftigt op for at bekæmpe den stigende inflation.
I begyndelsen af 2015 oplevede Danmark det største pres på kronen i mange år, idet der fandt store kroneopkøb sted, som medførte tendens til en appreciering. Nationalbanken måtte derfor aktivt forsvare kronekursen ved dels at sænke de pengepolitiske renter til et rekordlavt negativt niveau på -0,75 % og dels ved at sælge meget store kronebeløb og dermed forøge valutareserven kraftigt. Siden indtraf der en vis normalisering af situationen, men Nationalbankens indskudsbevisrente blev som følge af internationalt meget lave renter igen sænket til rekordniveauet på -0,75 % i september 2019. En overgang i sommeren 2022 havde Danmarks Nationalbank verdens laveste pengepolitiske renteniveau. Rekorden bortfaldt dog, da nationalbanken i juli 2022 hævede sin toneangivende rente (renten på indskudsbeviser) med et halvt procentpoint til -0,1 % som reaktion på en tilsvarende renteforhøjelse hos Den Europæiske Centralbank (ECB). De danske pengepolitiske renter fortsatte stigningerne i de efterfølgende måneder. I juni 2024 steg Nationalbankens indskudsbevisrente til 3,35 %.

## Arbejdsmarked og beskæftigelse
Danmark har i international sammenhæng et arbejdsmarked, der traditionelt i høj grad har været præget af flexicurity-modellen: Det er relativt let at ansætte og fyre medarbejdere, mens understøttelsen for ledige samtidig traditionelt har været høj i international sammenhæng. Man kan karakterisere det danske arbejdsmarked som et "hyr og fyr"-arbejdsmarked, hvor arbejdsgivere og lønmodtagere siden Septemberforliget i 1899 med jævne mellemrum har forhandlet overenskomster, så vidt muligt uden politikernes indblanding. Derimod sørger politikerne for at sikre indkomsternes beståen via overførselsindkomster til de arbejdsløse i en begrænset periode. Tanken er, at man dermed kombinerer det, som gør en markedsøkonomi uovertruffen, nemlig evnen til at forny sig selv, med et fordelingsmæssigt hensyn til at tilgodese, at folk ikke bliver fattige, når de midlertidigt er uden arbejdsindkomst. I de senere år er der dog flere, der sætter spørgsmålstegn ved, om disse principper stadig reelt er i kraft. Det skyldes især, at kompensationsgraden for de ledige løbende er faldet; indkomsterne for de ledige sakker dermed bagud i forhold til de beskæftigede. Mens dagpengesatsen for en industriarbejder i 1980 udgjorde 60 pct. af gennemsnitslønnen, var tallet i 2018 kun 47 %, og det forventedes fortsat at falde i de kommende år.
Det er altså let og billigt at fyre ansatte i Danmark i forhold til mange andre lande. Dette medfører, at arbejdsmarkedet er særdeles fleksibelt. På DA-området, dvs. det meste af den private sektor, forlod i 2017 godt 30 % af arbejdstagerne deres job pga. et nyt job, tilbagetrækning (pension, efterløn, mm.) eller arbejdsløshed, mens et tilsvarende antal blev ansat. Den høje personaleomsætning medfører nogle omkostninger for arbejdspladsen, da det kan tage måske et halvt år at optræne den nye arbejdskraft, men på den anden side er det let at reducere antallet af arbejdspladser pga. den naturlige afgang. Her er Danmark på niveau med f.eks. Storbritannien og USA, og dermed langt mere fleksibel end landene i Europa syd for Danmark, hvor kun omkring 10 % forlader deres job hvert år.
Danmark har en meget høj placering blandt verdens lande med hensyn til, hvor stor en del af befolkningen der er i arbejdsstyrken. Erhvervsfrekvensen for 15-64-årige var i 2023 på 80,7 %, hvilket var det ottendehøjeste blandt alle OECD-lande - kun overgået af Island, Holland, Sverige, Schweiz, New Zealand, Estland og Japan. Gennemsnittet for alle OECD-landene var på 73,8 %.
Ifølge Eurostat havde Danmark i 2023 en beskæftigelsesfrekvens blandt de 20-64-årige på 79,8 %, hvilket var den ottendehøjeste i EU. Nederlandene, Sverige, Estland, Tjekkiet, Malta, Tyskland og Ungarn havde en højere beskæftigelsesfrekvens. Gennemsnittet for hele EU var 75,3 %.

### Arbejdsløshed
Stor arbejdsløshed forekom især i 1970'erne, 1980'erne og starten af 1990'erne med toppunktet i januar 1994 på 13,8 % (386.186 personer) - et tal som er omtrent tre gange så højt som i dag. Faldet siden 1994 vurderes dels at skyldes et jævnt fald i strukturledigheden, dels udsving i konjunkturerne. Ledigheden nåede et lavpunkt i 2008, hvor konjunkturerne vendte, og steg derefter igen til en bruttoledighed på 6 % i 2012 som følge af finanskrisen. Derefter faldt den igen til et niveau på omkring 4 %. I 2017 blev det vurderet af bl.a. regeringen, at den faktiske ledighed for første gang siden finanskrisen var nået ned på det strukturelle ledighedsniveau. I 2020 steg ledigheden igen til 4,6 % som følge af konjunkturnedgangen skabt af covid-19-pandemien, men året efter faldt den igen til niveauet fra før pandemien, og i de følgende år blev den endnu lavere. I 2023 udgjorde bruttoledigheden blot 2,8 %.
Ifølge den seneste Eurostat-statistik var arbejdsløsheden for Danmark i 2023 på 5,1 % (opgørelsesmetoden afviger lidt fra bruttoledigheden som opgjort af Danmarks Statistik). Dette tal placerer den danske ledighed et stykke under EU's gennemsnit, som var på 6,1 %. Ni EU-lande havde en lavere ledighed end Danmark i 2023.
Den gennemsnitlige årlige arbejdsløshed, fra 2007 angivet som den registrerede bruttoledighed, er vist i grafen. Ledigheden havde sin maksimale størrelse i 1993 med 12,4 % af arbejdsstyrken. I 2023 udgjorde bruttoledigheden som nævnt 2,8 % af arbejdsstyrken.
- I maj 2024 var 86.968 personer arbejdsløse, svarende til 2,9 % af arbejdsstyrken (registreret bruttoledighed, sæsonkorrigerede tal).[45]

## Velfærdssystem
Danmark og Norden generelt har et udbredt (universelt) og bredt- og velfinansieret velfærdssystem.
I Danmark ejes og drives hovedparten af institutionerne inden for uddannelse, sundhed og social forsorg af det offentlige (i offentligt ejede bygninger af offentligt ansatte), ikke af private. Systemet sikrer bl.a. landets borgere gratis lægehjælp, fri uddannelse og arbejdsløshedsunderstøttelse, sidstnævnte hvis man er medlem i og betaler a-kasse-bidrag til en arbejdsløshedskasse. Hvis man ikke kan få dagpenge fra a-kassen, må man henvende sig til sin kommune for at få kontanthjælp. Herudover kan man vælge at betale efterlønsbidrag til A-kassen og dermed efter 30 år få ret til efterløn. Efterlønsalderen er dog gradvis blevet hævet fra 60 år i 2013 til 64 år i 2023, ligesom antallet af år, man kan være på efterløn, er blevet indskrænket fra 5 til 3 år. I 2019-22 blev folkepensionsalderen hævet med et halvt år hvert år fra 65 til 67 år, og fra 2024 stiger både efterløns- og folkepensionsalderen ifølge velfærdsaftalen fra 2006 yderligere gradvis i takt med middellevetiden. Samtidig er der i de senere år indført to nye tilbagetrækningsordninger: seniorpensionen fra 2020, som er målrettet ældre personer med en begrænset arbejdsevne, og tidlig pension fra 2022, som er målrettet personer, der har tilbragt mindst 42 år på arbejdsmarkedet.
I 2023 var omkring 756.000 personer i 16-64-års-alderen på overførselsindkomst. Heraf var den største gruppe førtidspensionister (234.000 personer). Blandt de øvrige grupper er ledige dagpengeberettigede og kontanthjælpsmodtagere, som udgjorde 72.000 personer, og øvrige kontanthjælpsmodtagere med ca. 55.000 personer. Efterlønnere udgjorde 34.000 personer, folk i støttet beskæftigelse (virksomhedspraktik, fleksjob, skånejob mv.) 118.000 personer, sygedagpengemodtagere 77.000 og personer på barselsorlov 50.000 personer. Herudover var der 287.000 SU-modtagere, som ikke indgår i den ovennævnte total.
Næsten alle børn mellem 3 og 5 år bliver passet ude, nemlig 97 %. Blandt de 6-9-årige passes yderligere knap 82 % ude, primært i skolefritidsordninger. Dette gør det muligt for kvinder i Danmark at have en meget høj arbejdsmarkedstilknytning.
Især siden 1990'erne har Danmark opbygget et betydeligt obligatorisk arbejdsmarkedspensionssystem. De fleste ældre vil i fremtiden få det meste af deres løbende indkomst udbetalt herfra. Den supplerer og erstatter dermed i stigende grad den universelt udbredte folkepension, der ikke kræver nogen form for arbejdsmarkedstilknytning. Den samlede pensionsformue indbetalt på såvel arbejdsmarkeds- som øvrige private ordninger (livrenter, rate- og kapitalpensioner) var ultimo 2021 på 4.472 milliarder kroner. Knap halvdelen (43 %) af danskernes samlede finansielle aktiver ligger således i denne pensionsformue, som dermed er en afgørende komponent i Danmarks samlede opsparing.
Diskussionen om Danmarks velfærdssystem har bl.a. flexicurity-begrebet som omdrejningspunkt. Det er baseret på det relativt fleksible arbejdsmarked, hvor det i forhold til mange andre lande er relativt nemt og hurtigt at afskedige ansatte. Til gengæld har befolkningen rimelig sikkerhed for at kunne opretholde et vist indkomstniveau takket være ydelser som dagpenge og kontanthjælp, selvom kompensationsgraden som nævnt ovenfor de seneste mange år gradvis er blevet mindre.

## Offentlige finanser
Som følge af det udbyggede velfærdssystem udgør den offentlige sektor en ret stor del af Danmarks økonomi. Finansieringen af den offentlige sektor fremgår af posteringerne på finansloven. Siden 2017 har der hvert år været overskud på den offentlige saldo. I 2023 udgjorde overskuddet 93 mia. kr., eller 3,1 % af BNP.
Udover det udbyggede system af overførselsindkomster (se ovenfor) er den offentlige produktion af serviceydelser også relativt stor. Antallet af ansatte indenfor offentlig forvaltning og service var således 885.000 personer i maj 2024. Det svarer til lidt over 29 % af samtlige lønmodtagere.

### Offentlig formue og finanspolitisk holdbarhed
I løbet af 2018 forsvandt Danmarks offentlige nettogæld. Ved slutningen af 2017 var den på 27,3 mia. kr. eller 1,3 % af BNP. 31. december 2022 var tallet i stedet en nettoformue på 463,2 mia. kr. Ved udgangen af 2023 udgjorde nettoformuen lidt over 19 % af BNP.
ØMU-gælden, der i modsætning til nettogælden ikke medregner de offentlige tilgodehavender, men blot er et bruttogældsbegreb, var på 816 mia. kr. ved udgangen af 2023 eller 29,3 % af BNP.
Finanspolitikkens holdbarhed er et mål for, om det skønnes muligt at finansiere de offentlige udgifter i alle fremtidige år med det givne skattesystem. Spørgsmålet, om finanspolitikken er holdbar, er kommet i fokus siden 2000 som følge af den større bevidsthed om, at demografiske ændringer (især den stigende levealder) vil medføre udfordringer for finansieringen af velfærdsstaten. De økonomiske vismænd beregnede i årene 1998-2011 regelmæssigt, at Danmarks finanspolitik ikke var holdbar i lyset af den forventede fremtidige befolkningsudvikling, sådan at der var behov for en forbedring af de offentlige finanser. Efter en række tiltag, bl.a. velfærdsaftalen fra 2006 og tilbagetrækningsaftalen i 2011, der begge har udskudt det tidspunkt, hvor fremtidige årgange kan modtage efterløn og/eller folkepension, har finanspolitikken i Danmark imidlertid været anset for at være holdbar. Siden da er de langsigtede udsigter for de offentlige finanser blevet yderligere forbedret. Vismændene beregnede i efteråret 2022, at den såkaldte holdbarhedsindikator udgjorde 1 pct. af BNP. Det vil sige, at der ifølge disse beregninger er råd til permanent at forværre den offentlige saldo i samme størrelsesorden.  Ifølge den danske regerings opgørelse i maj 2023 var holdbarhedsindikatoren endnu større, nemlig 1,5 % af BNP. Danmarks finanspolitik siges derfor i dag at være overholdbar.

### Det danske skattesystem
Velfærdssamfundet finansieres med et af verdens højeste skattetryk. Skattetrykket i 2023 var på 43,8 %. Målt på den direkte gennemsnitsskat på arbejdsindkomst ligger Danmark dog ikke specielt højt i forhold til andre OECD-lande. En enlig uden børn med en gennemsnitsindkomst betalte således 36,4 % af sin indkomst i indkomstskat (inkl. arbejdsmarkedsbidrag og lønafhængige afgifter) i Danmark i 2015, hvilket er det femtelaveste niveau ud af 18 OECD-lande i Skatteministeriets undersøgelse. Listen toppes af Belgien, hvor en tilsvarende person betaler 55,3 % i skat. I Tyskland og Frankrig er tallet lige under 50 %. Irland har den laveste skat for denne type person med 27,5 %. Det høje danske skattetryk skyldes dermed i høj grad andre skatter end indkomstskatterne, især det høje niveau for moms og punktafgifter. Samtidig spiller det en rolle for det målte skattetryk, at offentlige indkomstoverførsler er skattepligtige i Danmark. Dermed overvurderer det traditionelle skattetryk den reelle skattebetaling, fordi skatten af overførsler indgår i det samlede skatteprovenu (tælleren), mens selve indkomstoverførslen ikke indgår i BNP og dermed nævneren. Finansministeriet har anslået, at det danske skattetryk ville være ca. 4 procentpoint lavere, hvis overførslerne i Danmark var "nettoficeret" på samme måde som i en række andre lande.
Det er karakteristisk for Danmark, at landets velfærdsydelser kun undtagelsesvis finansieres af øremærkede lønafhængige afgifter, som er meget udbredte i andre vesteuropæiske lande. De offentlige udgifter finansieres derimod i overvejende grad af generelle, ikke øremærkede indkomstskatter og af moms og andre forbrugsafgifter, bl.a. registreringsafgifter mm. på køretøjer. Momsen i Danmark er på 25 %. Andre væsentlige skatter er pensionsafkastskatten, som er en skat på 15,3 % af den årlige forrentning af alle pensionsformuer, selskabsskatten, ejendomsskat eller grundskyld, som pålægges værdien af al jord (især boliggrunde, men også f.eks. landbrugsjord), og ejendomsværdiskatten, der kun pålægges værdien af ejerboliger. Den sidstnævnte skat har dog fået mindre betydning i det 21. århundrede, da dens reale værdi siden 2001 hvert år er blevet udhulet som følge af det såkaldte nominalprincip i skattestoppet. I 2017 blev der indgået en boligskatteaftale af et bredt flertal i Folketinget, som efter en justering i 2020 medfører, at ejendomsværdiskatten fra 2024 igen følger prisudviklingen på ejerboliger.
Personlige indkomstskatter (inklusive arbejdsmarkedsbidraget på 8 %) udgjorde i 2021 knap 53 % af de samlede skatteindtægter. Moms udgjorde godt 21 %, andre afgifter ca. 7 %, selskabsskatter mv. knap 8 % og ejendomsskatter knap 3 %. Resten udgjordes af pensionsafkastskat, arveafgifter mv.
Udvindingen af olie og naturgas i Nordsøen spillede i en årrække, især i 2000'erne, en mærkbar rolle for statens indtægter, men udgør i dag kun en ubetydelig brøkdel af skatteindtægterne.

## Indkomstfordeling
Danmark er traditionelt et relativt lige land, målt på Gini-koefficienten for disponibel indkomst. I 2019 havde Danmark således ifølge OECD en Gini-koefficient på 26,3, hvilket var den sjettelaveste målte blandt OECD's medlemslande. Kun Slovakiet, Slovenien, Tjekkiet, Norge og Belgien havde en lavere målt indkomstulighed, mens Polen lå på samme niveau som Danmark. En del lande indgik dog ikke i undersøgelsen pga. manglende data. OECD har ikke opdateret Gini-koefficienten for Danmark siden 2019, men ifølge Eurostat havde Danmark i 2023 et Gini-indeks på 28,2. Det var i denne undersøgelse det tiendemest lige land i EU. Gennemsnittet for alle EU's 27 medlemslande var 29,6 samme år.
Gini-koefficienten har været stigende over tid i de seneste årtier, hvilket betyder, at ulighederne i de disponible indkomster er blevet større. Fra 1994 til 2015 steg Gini-koefficienten for disponibel indkomst ifølge den danske regering fra ca. 20 til 27,9, hvilket var en stigning på 40 %. Tilsvarende fandt de økonomiske vismænd i en undersøgelse i 2016, at Gini-koefficienten var steget fra 20 i 1990 til 27 i 2014. Ifølge Danmarks Statistiks opgørelser er Gini-koefficienten steget fra 22,1 i 1987 til 30,0 i 2022, en stigning på 36 pct. Den stigende økonomiske ulighed er et fænomen, der også ses i de fleste andre vestlige lande. Den teknologiske udvikling, stigende globalisering og en ændret linje i den økonomiske politik, der først og fremmest er til fordel for højindkomstgrupper, nævnes som de vigtigste mulige forklaringer.

## Aktuelle problemstillinger i den økonomiske politik

### Konjunktursituationen
Siden 2020 har de danske konjunkturer været påvirket af den globale coronapandemi i 2020-2021, der medførte en kraftig, men kortvarig recession, og et efterfølgende kraftigt opsving, hvor man i 2021 oplevede den højeste BNP-vækst nogensinde i Nationalregnskabets statistik. I 2022 lagde stærkt stigende inflation, stigende renter og fortsatte globale forsyningsproblemer dog en dæmper på aktivitetsniveauet. Inflationsbekæmpelse rykkede op som en høj prioritet på dagsordenen i den vestlige verden, og de toneangivende centralbanker hævede derfor renteniveauerne mærkbart. Inflationen faldt igen i 2023, og i 2024 vurderes økonomien at være i en relativt konjunkturneutral situation med hverken meget høj vækst eller en større lavkonjunktur. Samtidig er det i stigende grad blevet italesat, at dansk økonomi er blevet todelt: Mens de fleste erhverv oplever en afdæmpet efterspørgsel, finder der en meget stærk vækst sted i medicinalbranchen. En stor del af denne stigning består dog af aktiviteter, der finder sted i udlandet, selvom de indregnes i Danmarks værditilvækst.

### Strukturelle problemstillinger
Blandt de vigtige strukturelle eller længerevarende problemstillinger for dansk økonomi er:
- Udviklingen i de offentlige finanser: Et af de vigtige valg i den økonomiske politik, der altid er aktuelt, handler om den løbende prioritering mellem beskatning og offentlige serviceydelser og overførsler. Det afspejler sig bl.a. i diskussionen om det såkaldte råderum, der er en af regeringen og Finansministeriet defineret pengesum, der kan afsættes enten til at forbedre den offentlige service eller til at sænke skatterne.[76]
- Overholdbarhed: Bl.a. de økonomiske vismænd har påpeget, at Danmark har fået et luksusproblem, idet finanspolitikken efterhånden er blevet overholdbar - dvs. at den offentlige sektor med de beregningsforudsætninger, der normalt anvendes, står til permanent at opkræve flere penge i skat, end borgerne får tilbage i form af offentlige ydelser.[77] I mange år var der dog udsigt til offentlige underskud i en periode fra 2030 frem mod 2040, hvorefter underskuddene igen ifølge fremskrivningerne ville blive afløst af overskud. Det er det såkaldte "hængekøjeproblem" i dansk økonomi. Hængekøjen truer ikke finanspolitikkens langsigtede holdbarhed, men man kan risikere, at den i nogle år kommer i strid med den danske budgetlov.[78][54]
- Stigende ulighed: Indkomstfordelingen er, som i en række andre vestlige lande, blevet mere ulige i de sidste årtier. Teknologisk udvikling, globalisering og ændringer i den økonomiske politik angives som mulige forklaringer på udviklingen.
- Grøn omstilling: Endelig spiller omstillingen til en mere klimaneutral økonomi med en kraftig reduktion i udledningen af drivhusgasser en stor rolle i den økonomiske udvikling i 2020'erne.[79] I juni 2022 blev således indgået en aftale om en grøn skattereform om afgifter på udledninger af drivhusgasser for det meste af økonomien undtagen landbruget, og i juni 2023 blev der indgået en såkaldt grøn trepartsaftale, der bl.a. indeholder indførelsen af afgifter på landbrugets drivhusgas-udledninger. Begge aftaler byggede på rapporter fra det såkaldte Svarer-udvalg.[80]

## Store virksomheder
Danmark har fostret og er hjem for mange store multinationale virksomheder. Mange af de største interdisciplinære med forretningsområder, og nogle gange forskningsaktiviteter, i flere forskellige områder. De mest notable inkluderer:
Bankforretning
- Arbejdernes Landsbank
- Danske Bank
- Jyske Bank
- Nordea
- Saxo bank
- Sydbank

Byggeri
- FLSmidth (global producent og forhandler af udstyr og service til cement- og mineralindustrier)
- Rockwool (mineraluld med produktion i 28 lande)
- Velux (vinduer, ejet af Villum Fonden)
- Rambøll
- COWI

Detailhandel
- Salling Group
- Coop Danmark, (del af Coop amba, tidligere kendt som FDB indtil 2013)

Energiteknologi
- Vestas (vindmøller og vindturbiner)
- Siemens Wind Power (vindturbiner)
- Danfoss (klima og energi)
- Grundfos (verdens største pumpefabrikant)
- NKT A/S (elektriske kabler, ejer Nilfisk)
- Ørsted (energiselskab) (tidligere kendt som DONG energy)

Elektronik
- Linak
- Bang og Olufsen (hi-fi)
- OBH Nordica
- Ortofon
- Danfoss

Føde- og drikkevarer
- Carlsberg (bryggeri)
- Daloon A/S (produktion af frosne fødevarer i Danmark og England. Hovedsageligt kendt for forårsruller)
- Chr. Hansen (fødevareringredienser og enzymer)
- Danisco (enzymer, bioteknologi og farmaceutisk produktion)

Landbrug
- Arla Foods (mælkeprodukter)
- Dansk Landbrugs Grovvareselskab (DLG) (a.m.b.a.). (Hovedfokus er forsyning og handel med landbrugsvarer)
- Danish Crown (kødprodukter)

Lægemiddel og bioteknologi
Mange af de største madproducenter er også engageret i bioteknologi og forskning. Blandt de notable virksomheder der er dedikeret til lægemidler og bioteknologi er:
- H. Lundbeck
- Novo Nordisk
- LEO Pharma
- Coloplast
- Dansac (ejer Hollister Inc)
- Novozymes
- Pharma Nord
- Pharmacosmos
- ALK-Abelló
- Genmab
- RosePharma
- Santaris Pharma a/s
- Veloxis Pharmaceuticals

Medicinsk udstyr
- ReSound
- Widex
- William Demant

Software
- Unity Technologies (udvikler af spilmotoren Unity, der er en af verdens førende software til spil)

Transport
- A.P. Møller - Mærsk (Mærsk – konglomerat: shipping)
- USTC (konglomerat: shipping, handel)
- DFDS Seaways
- DSV

Tøj
- ECCO (sko og læderfabrikant og forhandler)
- Bestseller

Forskellige
- ISS (rengøring)
- Danske Juletræer, repræsenterer juletræproducenter i Danmark
- Lego (byggelegetøj. Fra 2014 er det verdens største legetøjsproducent).
- Terma, rumfart og forsvarsteknologi